# Łada 2107
Łada 2107 – samochód osobowy typu sedan produkowany przez rosyjskiego producenta Łada.
Model znany był w Europie Wschodniej jako Łada Nova, w Europie Zachodniej jako Łada Riva, a w Kanadzie jako Łada 1500 i Łada Signet. Samochód bazujący pośrednio (poprzez starsze Łady 2104, 2105, 2106, 2103, 2102, 2101) na samochodzie Fiat 124. Łada 2107 występuje w następujących wersjach silnikowych: gaźnikowe 1300, 1500 oraz silniki o pojemności 1600 i 1700 z wtryskiem paliwa. Łada 2107 1300 z silnikiem o mocy 65 KM i osiąga 140 km/h (przyspieszenie 0–100 km/h 20 s), kolejna wersja – 1500 ma 75 KM i osiąga 150 km/h (przyśpieszenie 0-100km-h 17s), oraz pod koniec produkcji wersja z sinikami z wtryskiem jednopunktowym: o mocy 75 KM ale z wyższym momentem obrotowym 122Nm/3000, osiąga 155 km/h (przyśpieszenie 0–100 km/h 16s) oraz 1700 o mocy 80 KM i osiąga 157 km/h (przyspieszenie 0-100km/h 14 s) – obie wersje z tylnym mostami o przełożeniu 3:9, ostatnie wersje z czarną osłoną chłodnicy. Łada 2107 była produkowana w zakładach Łady (AwtoVAZ) w Togliatti w Rosji, również na eksport. Eksport do Polski zakończono w 1995 roku.
2107 była jednym z najdłużej produkowanych samochodów osobowych w historii motoryzacji. Jej produkcja trwała od 1982 roku, a zakończono ją w Rosji 30 lat później, w roku 2012 (ostatni samochód zjechał z taśmy zakładów IżAwto 17 kwietnia 2012). Powodem zakończenia produkcji była m.in. przestarzała konstrukcja nie przystająca do obecnych wymogów bezpieczeństwa. Następcą 2107 został nowy miejski sedan Granta. Montaż modelu 2107 był natomiast kontynuowany jeszcze przez dwa lata w Egipcie.

## Dane techniczne (21072 1.3)

### Silnik
- R4 1,3 l (1294 cm³), 2 zawory na cylinder, SOHC
- Układ zasilania: gaźnik
- Średnica cylindra × skok tłoka: 79,00 mm × 66,00 mm
- Stopień sprężania: 8,5
- Moc maksymalna: 65 KM (48 kW) przy 5400 obr./min
- Maksymalny moment obrotowy: 93 N•m przy obr./min 3400

### Osiągi
- Przyspieszenie 0-100 km/h: 18,0 s (18,5 s)
- Prędkość maksymalna: 143 km/h (145 km/h)

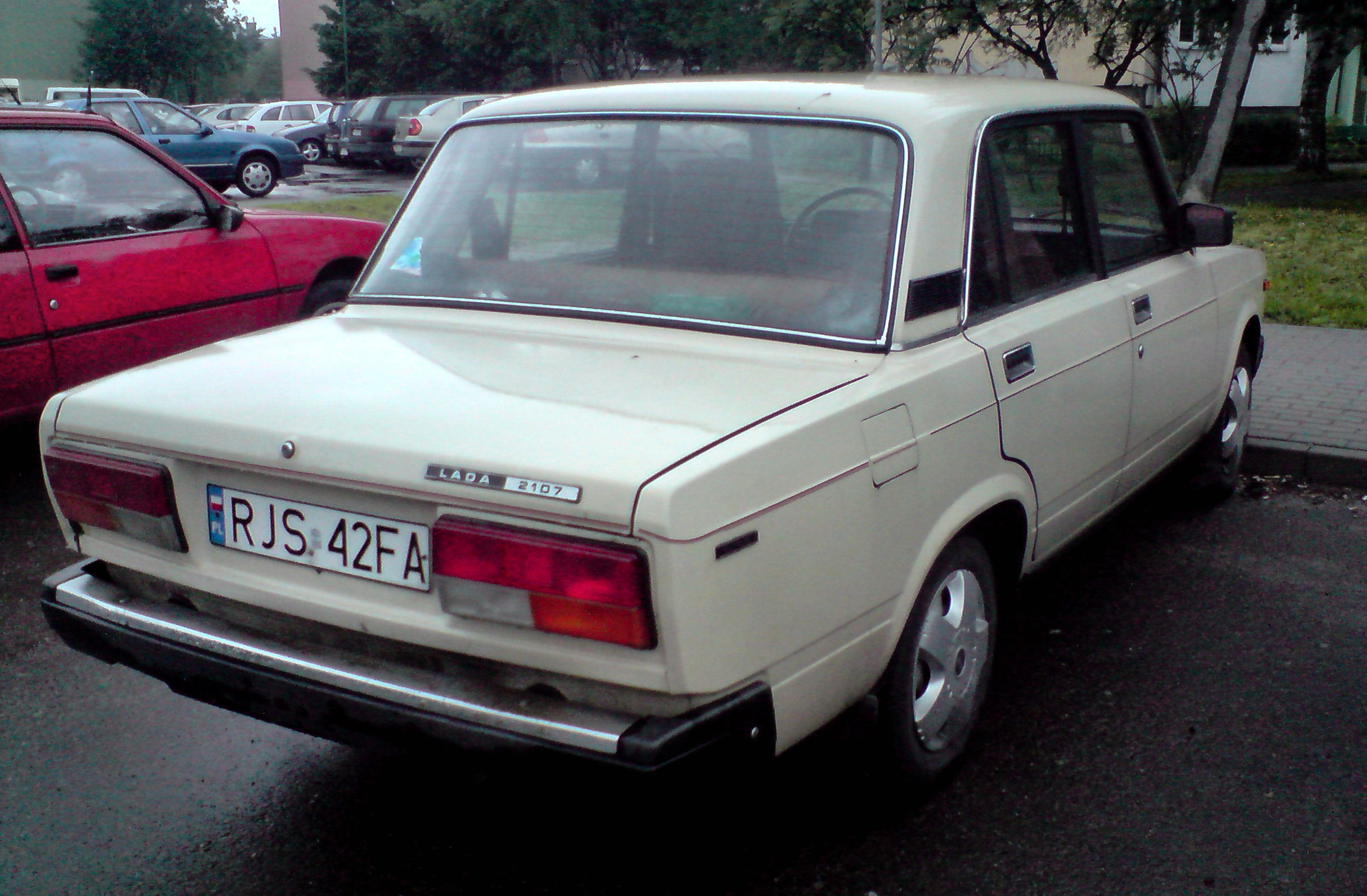
Łada 2107